# Sphaerius madecassus
Sphaerius madecassus is een keversoort uit de familie oeverkogeltjes (Sphaeriusidae). De wetenschappelijke naam van de soort werd in 1949 gepubliceerd door Renaud Maurice Adrien Paulian.